# László

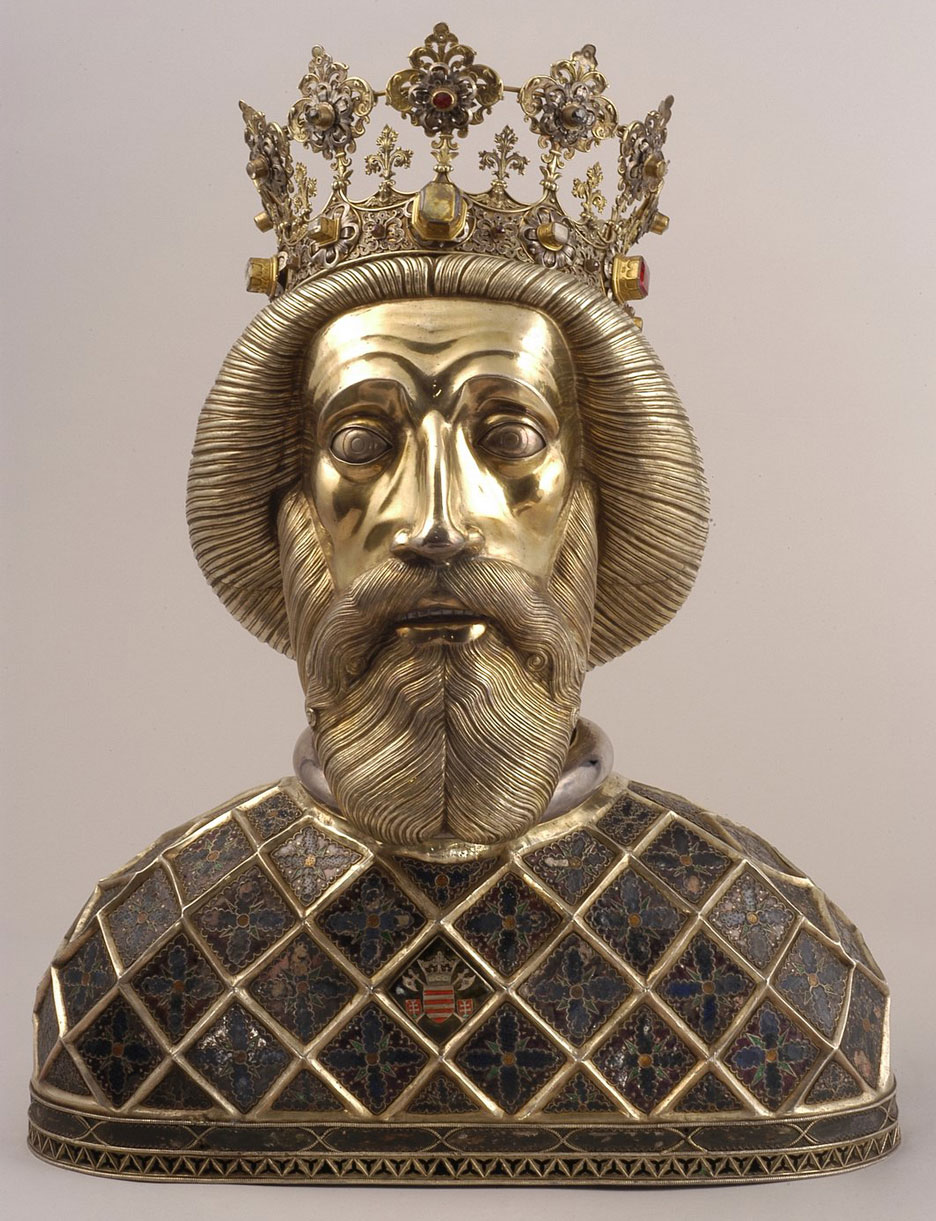
Szent László, a lovagkirály
ereklyéit tartalmazó herma
a győri bazilikában

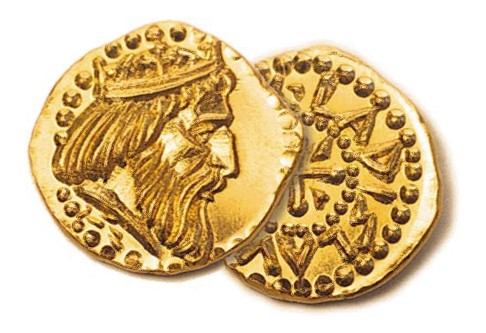
Szent László emlékérem (ifj. Szlávics László alkotása)

A László férfinév a szláv Ladislav, Vladislav névből fejlődött Ladiszló→Ladszló→Lacló→László alakokon keresztül.[forrás?] A szláv név elemeinek jelentése: hatalom és dicsőség. Női párja a Ladiszla.

## Rokon nevek
Ulászló

## Gyakorisága
A 19. században újították fel Szent László király tiszteletére, és igen hamar népszerű lett.
Az 1990-es években a László igen gyakori név, a 2000-es években a László 13-18. leggyakoribb férfinév.

## Névnapok
László
- február 27.,[2] szökőévben február 28.
- május 4.[2]
- június 27.[2]
- augusztus 8.[2]
- augusztus 28.[2]

## Híres Lászlók
„László” utónevű személyek szócikkeinek listája a Wikidata alapján